# Gli Indimenticabili vol. 2 Mario Merola
Gli Indimenticabili vol. 2 Mario Merola è una raccolta di Mario Merola.

## Brani
1. Tu Me Lasse (3:16)
2. ‘O Primmo Giuramento (2:58)
3. Dicite All'Avvocato (3:24)
4. Malufiglio (3:25)
5. Oilì Oilà (3:16)
6. Tarantella Luciana (2:58)
7. Comme Se Canta A Napule (3:43)
8. ‘O Zampugnaro ‘Nnammurato (3:39)
9. Passione Ca Nun More (4:13)
10. Buscie (4:11)
11. Campane Da' Chiesa ‘E Maria (3:36)
12. Nu Minuto (3:57)
13. Amarti Da Lontano (4:20)
14. Voglio (2:38)
15. Uocchie A Mandorla (2:58)
16. Si Sempe ‘A Stessa (3:10)